# Caudry
Caudry – miejscowość i gmina we Francji, w regionie Hauts-de-France, w departamencie Nord.
Według danych na rok 1990 gminę zamieszkiwało 13 579 osób, a gęstość zaludnienia wynosiła 1049 osób/km² (wśród 1549 gmin regionu Nord-Pas-de-Calais Caudry plasuje się na 52. miejscu pod względem liczby ludności, natomiast pod względem powierzchni na miejscu 180.).

## Współpraca
Miejscowość partnerska:
- Colfontaine, Belgia